# Uwe Schmidt (Historiker)
Uwe Schmidt (* 14. Dezember 1931 in Hamburg; † 23. März 2008 ebenda) war ein deutscher Lehrer und Historiker.

## Leben und Wirken
Uwe Schmidt war der Sohn des Richters Hans Schmidt (1902–1973). Die Kindheit verbrachte er in Hamburg-Farmsen. Nach dem Abitur an der Walddörferschule 1951 studierte er an der Universität Hamburg und der Universität Tübingen und belegte die Fächer Geschichte, Latein, Philosophie und Erziehungswissenschaften. Nach dem ersten Staatsexamen 1956 und dem zweiten Staatsexamen 1959 in Hamburg erhielt er eine Lehrerstelle am Gymnasium Alstertal. Hier unterrichtete er ab 1959 zehn Jahre lang Geschichte und Latein. Begleitend dazu belegte er von 1961 bis 1963 einen Grundkurs für Religionslehrer ohne Lehrbefähigung, den das Katechetische Amt der Hamburgischen Landeskirche anbot. Gemeinsam mit Marianne Timm reiste er während eines weiteren Kurses 1965 nach Israel. Dadurch entstanden zahlreiche Kontakte, die Schmidt lebenslang pflegte und diesbezüglich 30 weitere Reisen unternahm.

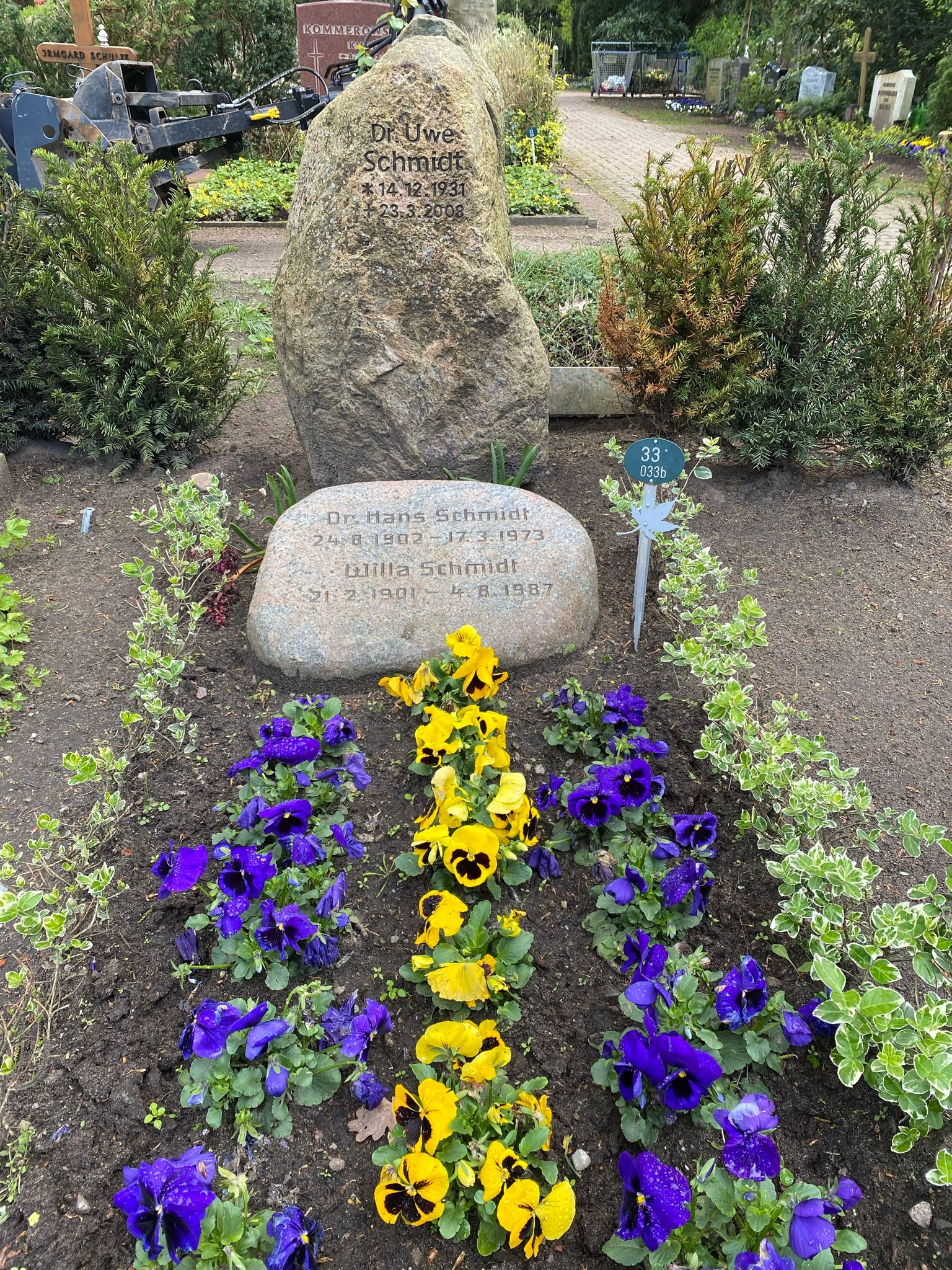
Grabstätte auf dem Rahlstedter Friedhof

Von 1969 bis zu seiner Pensionierung 1994 war Uwe Schmidt Schulleiter am Gymnasium Farmsen.
Neben der Lehrtätigkeit engagierte sich Uwe Schmidt in der Hamburger Schulpolitik. Er setzte sich insbesondere für die Interessen der Lehrkräfte ein. Von 1967 bis 1970 redigierte er die Beiträge zur Schul- und Bildungspolitik des Hamburger Philologenverbandes. 1972 übernahm er dessen Vorsitz. Von 1973 bis 1991 war er Vorsitzer des Deutschen Lehrerverbandes Hamburg, den er selbst gegründet hatte. Bei Diskussionen, ob die Gesamtschule als Regelschule eingeführt werden solle, forderte Schmidt, Gymnasien in Hamburg beizubehalten. Er hielt in ganz Deutschland Vorträge, schrieb viele Leserbriefe und Artikel, die sich schwerpunktmäßig mit der Schulpolitik befassten, und äußerte sich vielfältig während bildungspolitischer Diskussionen.
Neben der Tätigkeit als Lehrer und in der Schulpolitik wirkte Uwe Schmidt in seiner Freizeit ehrenamtlich. Er war seit jungen Jahren Mitglied in vielen Chören und gehörte von 1984 bis zu seinem Tod dem Symphonischen Chor Hamburg als Tenor an. Von 1996 bis 2002 arbeitete er im Vorstand der Kirchengemeinde Großhansdorf-Schmalenbeck mit. Außerdem setzte er sich für Kinder ein: 1953 und 1966 übernahm er die Leitung eines Kinderferiendorfes, das vom heutigen CISV organisiert wurde. 1994/95 ging er ehrenamtlich nach Kirjat Gat, wo er im Heim Neve Hanna gemeinsam mit jüdischen Kindern musizierte.
Im Ruhestand widmete sich Schmidt den Geschichtswissenschaften. 1995 promovierte er an der Universität Hamburg zum Dr. phil. Seit 1998 arbeitete er ehrenamtlich für die Forschungsstelle für Zeitgeschichte in Hamburg sowie für das Hamburger Staatsarchiv. Er verfasste viele Rezensionen und schrieb Biografien, die unter anderem in der Hamburgischen Biografie erschienen. Schwerpunkte seiner Arbeit waren die Geschichte der Gewerkschaften und Hamburger Schulen. Bei der Dokumentation der Hamburger Schulgeschichte stand die Zeit des Nationalsozialismus im Mittelpunkt. Hierzu forschte Schmidt ausgiebig, schrieb mehrere Bücher und kurz vor seinem Tod ein Manuskript, das die Schulgeschichte dieser Zeit umfassend darstellte.
Für sein Engagement erhielt er zum 70. Geburtstag vom Hamburger Senat die „Medaille für treue Arbeit im Dienste des Volkes“ in Bronze.
Seine letzte Ruhestätte fand Uwe Schmidt auf dem Rahlstedter Friedhof.